# Bundesamt für Sport
Das Bundesamt für Sport BASPO (französisch Office fédéral du sport OFSPO, italienisch Ufficio federale dello sport UFSPO, rätoromanisch Uffizi federal da sport UFSPO) ist ein Bundesamt der Schweizerischen Eidgenossenschaft. Es ist als Kompetenzzentrum des Bundes für den Schweizer Sport dem Eidgenössischen Departement für Verteidigung, Bevölkerungsschutz und Sport VBS angegliedert. Es hat den Auftrag, in der Schweiz Sport und Bewegung zu fördern.
Es ist Dienstleistungs-, Ausbildungs- und Trainingszentrum für den Spitzen-, Leistungs- sowie Breitensport. Als Ausbildungszentrum entwickelt es Wissen und vermittelt Kompetenzen für die Ausübung und das Unterrichten von Sport im Leistungs- und Breitensport.

## Bereiche
Das Bundesamt für Sport gliedert sich in sechs Bereiche:
- Eidgenössische Hochschule für Sport Magglingen EHSM
- Sportpolitik und Ressourcen
- Jugend- und Erwachsenensport
- Nationales Jugendsportzentrum Tenero CST
- Infrastruktur und Betrieb
- Nationales Sportanlagenkonzept NASAK

## Eidgenössische Hochschule für Sport Magglingen EHSM

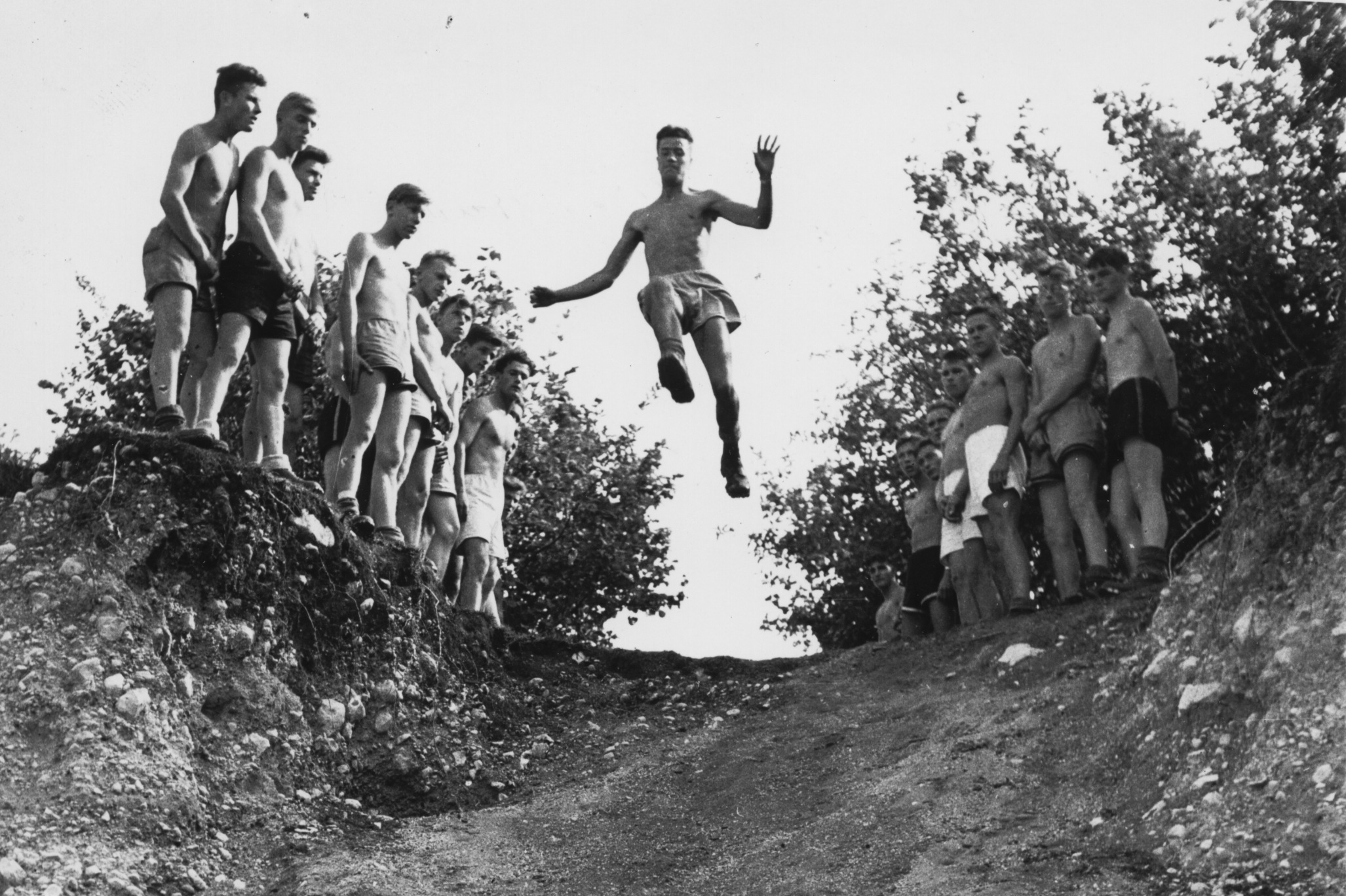
Teilnehmer einer der ersten Ausbildungen an der Eidgenössischen Hochschule für Sport EHSM springen als Mutprobe in eine Kiesgrube.

Die Eidgenössische Hochschule für Sport Magglingen EHSM befasst sich als einzige Schweizer Hochschule ausschliesslich mit Ausbildung (Bachelor- und Masterstudiengänge), Forschung, Entwicklung und Dienstleistung im Bereich Sport. Weiter forscht die EHSM im Nachwuchs-, Breiten- und Spitzensport. Die EHSM ist gleichzeitig der Berner Fachhochschule BFH angegliedert.
Die Trainerbildung Schweiz ist das Kompetenzzentrum für die Aus- und Weiterbildung von Trainern im Schweizer Leistungs- und Spitzensport und ist organisatorisch der EHSM angegliedert.
Der EHSM ist die Sportmediathek Magglingen angegliedert, die umfangreichste Fachbibliothek der Schweiz für den Bereich Sport.

## Sportpolitik und Ressourcen
Der Teilbereich «Sportpolitik und Ressourcen» erarbeitet die Grundlagen für die Sportpolitik und bereitet Bundesrats-, Parlaments- und Amtsgeschäfte vor. Weiter pflegt «Sportpolitik und Ressourcen» die Beziehung zum privaten und öffentlichen Sport (Verbände, kommunale, kantonale und nationale Verwaltungen) und unterstützt die Sport- und Bewegungsförderung in der Schule.

## Jugend- und Erwachsenensport
Jugend+Sport (J+S) ist das grösste Sportförderungsprogramm des Bundes und richtet sich an Kinder und Jugendliche zwischen 5 und 20 Jahren. Die Aus- und Weiterbildung der Leiter in Sportvereinen ist einer der Hauptpfeiler von J+S. Jährlich werden von ausgebildeten J+S-Leitern weitgehend ehrenamtlich 80'000 J+S-Kurse und -Lager mit über 650'000 Kindern und Jugendlichen durchgeführt. Jugend+Sport bietet Leiterkurse und Lager in 70 Sportarten und Disziplinen an.
Erwachsenensport Schweiz (esa) ist ein auf den Breiten- und Freizeitsport ausgerichtetes Sportförderprogramm des Bundes. In Zusammenarbeit mit Partnerorganisationen strebt es einen einheitlichen Qualitätsstandard in der Aus- und Weiterbildung von Leitenden an. Auf diese Weise sollen optimale Rahmenbedingungen für die sportliche Aktivität im Erwachsenenalter geschaffen werden.

## Nationales Jugendsportzentrum Tenero CST

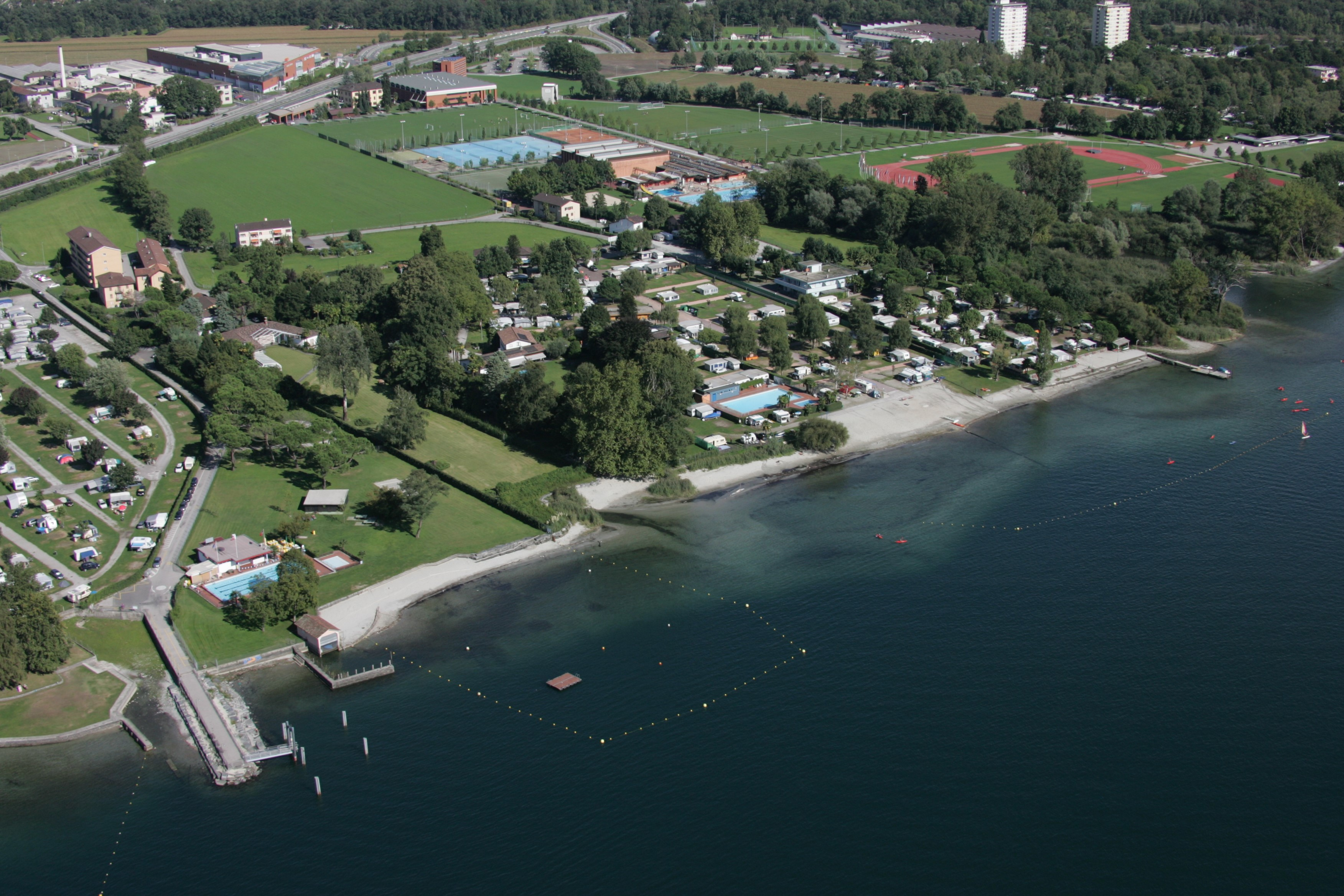
Sportanlagen im Nationalen Jugendsportzentrum Tenero CST

Das Centro Sportivo Tenero CST ist Teil des BASPO und im Kanton Tessin angesiedelt. Das CST wird von Sportverbänden für Trainingslager und von Schulen für Lager genutzt. Einen hohen Stellenwert besitzt es als Ausbildungszentrum in der Nachwuchsförderung. Auf den Anlagen des CST können mehr als 40 Sportarten ausgeübt werden. Das CST verfügt über 160 Indoor- und Outdoor-Sportanlagen. Es ist nationales Leistungszentrum für die Sportarten Fussball, Golf, Leichtathletik, Schwimmen und Kunstturnen.

## Nationales Sportzentrum Magglingen

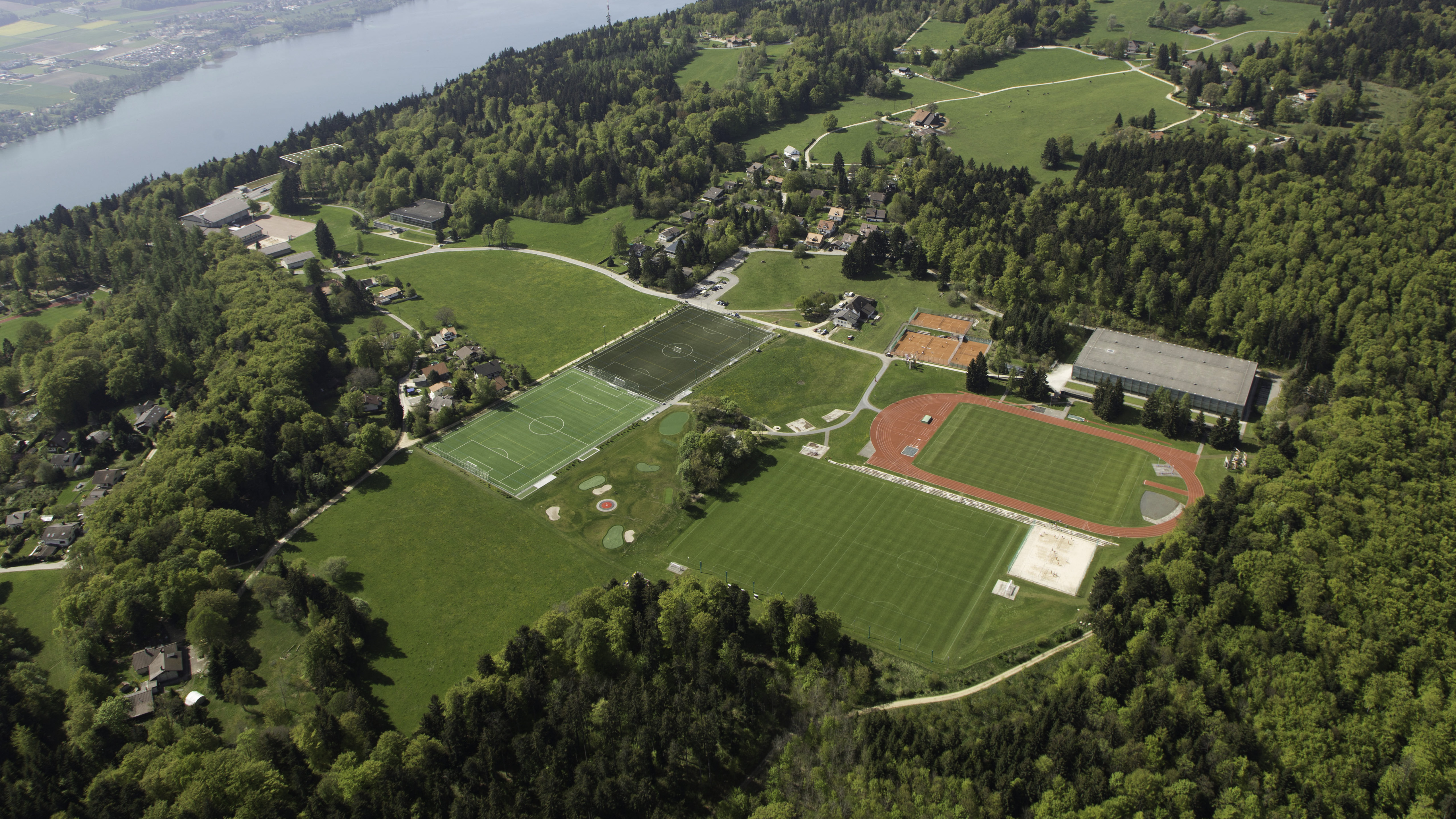
Sportanlagen in Magglingen

Das Nationale Sportzentrum Magglingen ist verantwortlich für die Infrastruktur des BASPO und den reibungslosen Betrieb des führenden nationalen Ausbildungs-, Leistungs- und Seminarzentrums für den Sport. Die Mitarbeitenden des Nationalen Sportzentrums kümmern sich um die Pflege der Sportanlagen, den Betrieb der Hotels und Restaurants sowie die Organisation von Seminaren, Kongressen und weiteren Anlässen.

### Nationales Leistungszentrum Magglingen
Das BASPO fördert den Spitzensport mit dem Nationalen Leistungszentrum Magglingen. Die Sportinfrastruktur und die Dienstleistungen des Swiss Olympic Medical Centers Magglingen-Biel können von Spitzenathleten, die von Swiss Olympic anerkannt sind, genutzt werden. Es ist nationales Leistungszentrum für die Sportarten Kunstturnen und Sportschiessen.

## Nationales Sportanlagenkonzept NASAK
Gestützt auf den Auftrag zur Sportförderung in Artikel 68 der Bundesverfassung hat der Bund die Aufgabe, ein nationales Sportanlagenkonzept (NASAK) zu entwickeln und laufend zu aktualisieren (Art. 5 des Sportförderungsgesetzes, SpoFöG).
Als wichtiger Pfeiler der Sportförderung liegen dem NASAK insbesondere folgende Ziele zugrunde:

• Koordination der Sportinfrastrukturen von nationaler Bedeutung;

• Verbesserung der infrastrukturellen Bedingungen für die nationalen Sportverbände;

• Erhöhung der Konkurrenzfähigkeit der Schweiz sowohl im Sport als auch bei der Durchführung wichtiger internationaler Sportveranstaltungen;

• Abstimmung der Sportinfrastrukturen von nationaler Bedeutung auf die übrigen Bundespolitiken (Sachpläne, Inventare)

Zur Erreichung dieser Ziele kann der Bund Finanzhilfen an den Bau und die Erneuerung von Sportanlagen von nationaler Bedeutung ausrichten (Art. 5 Abs. 2 SpoFöG).

## Programme des BASPO
- Jugend+Sport: Kurse und Lager für Kinder und Jugendliche in 70 Sportarten und Disziplinen
- mobilesport.ch: Plattform für Sportunterricht und Training
- Erwachsenensport Schweiz esa
- hepa.ch: Netzwerk von Akteuren in der Gesundheitsförderung durch Bewegung

### Online-Plattform für Sportunterricht und Training

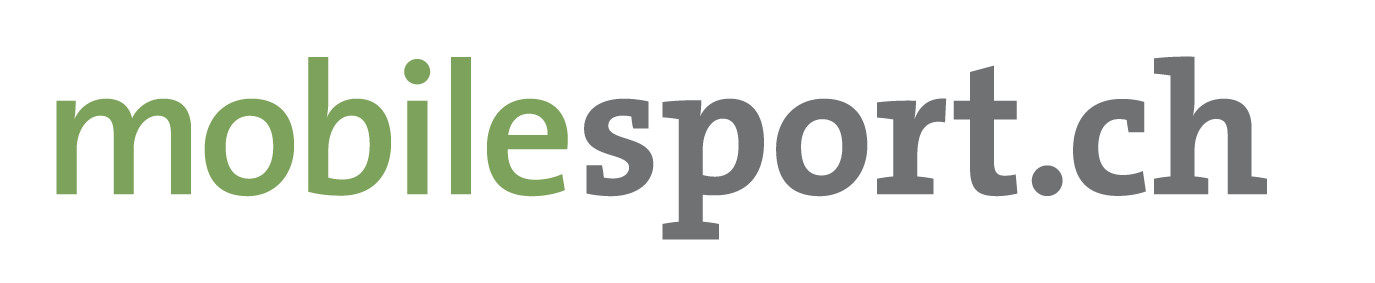
Für Sportunterricht und Training

mobilesport.ch ist die Schweizer Online-Plattform für Sportunterricht und Training. Lehrpersonen, Trainer und Leiter finden auf mobilesport.ch praxisnahe Informationen und Anleitungen für ihre tägliche Arbeit.
Mit der Online-Plattform mobilesport.ch verstärkt der Bund seine Bemühungen in der allgemeinen Sport- und Bewegungsförderung in der Schweiz. Diese Kernaufgabe des BASPO haben Bundesrat und Parlament mit der Verabschiedung des totalrevidierten Sportförderungsgesetzes (SpoFöG) im Sommer 2010 bestätigt. Ziel des Gesetzes ist es unter anderem, das weitere Engagement des Bundes zur subsidiären Lenkung der Sportentwicklung mit Blick auf eine hohe Gesellschaftsnützlichkeit zu stützen.

### hepa.ch
hepa.ch steht für das Netzwerk «Gesundheit und Bewegung Schweiz». Dieses Netzwerk ist ein Zusammenschluss von Organisationen, Institutionen und Unternehmen, die sich schweizweit auf nationaler, kantonaler oder lokaler Ebene für die Gesundheitsförderung durch Bewegung und Sport einsetzen. hepa.ch steht ein Steuerungsausschuss, bestehend aus Vertretern des Bundesamts für Sport BASPO, des Bundesamts für Gesundheit BAG, der Gesundheitsförderung Schweiz, der bfu sowie weiteren Mitgliedern, vor.

## Jubiläumsjahr 2019: 75-jähriges Bestehen der Sportförderung in Magglingen.

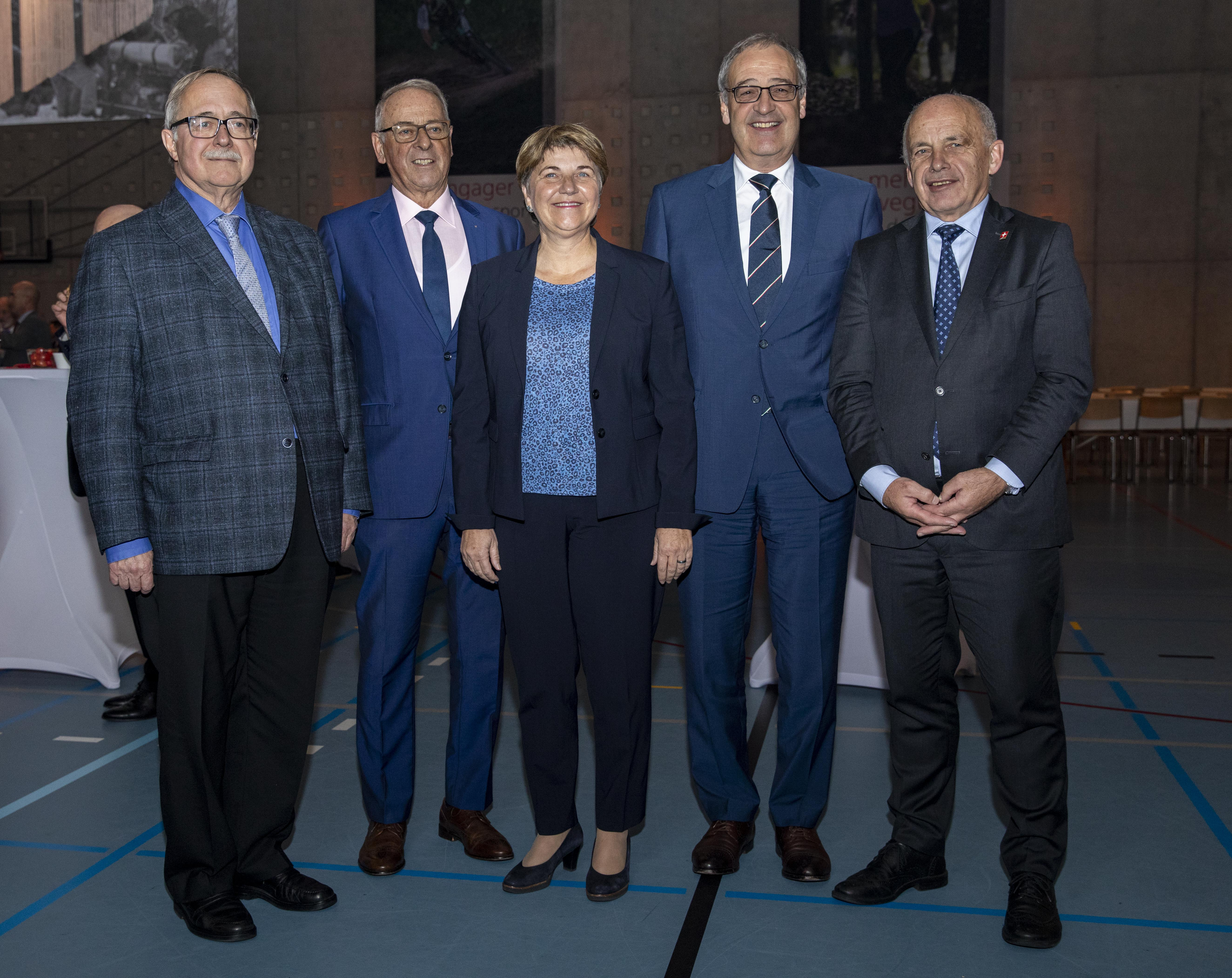
Samuel Schmid, Adolf Ogi, Viola Amherd, Guy Parmelin und Ueli Maurer (v.l.) an einer Jubiläumsfeier in Magglingen.

1944 gegründet zur Förderung der Wehrtüchtigkeit junger Männer in einer Sportschule, erfüllt Magglingen heute einen umfassenden Sportförderauftrag. Im Rahmen einer öffentlichen Jubiläumsfeier zum 75-jährigen Jubiläum am 14. September 2019 erhielten über 3000 Gäste einen Einblick in die Sportförderung des Bundes. An einer feierlichen Veranstaltung am 6. November nahmen die aktuelle Sportministerin Bundesrätin Viola Amherd sowie vier frühere Sportminister, Bundesrat Guy Parmelin, der Bundespräsident von 2019, Ueli Maurer, die alt Bundesräte Samuel Schmid und Adolf Ogi sowie Vertreter aus Sport und Politik teil.

## Leitung (Auswahl)
- Matthias Remund, Direktor 1. April 2005–31. Oktober 2024[1][2]
- Sandra Felix, Direktorin seit 1. November 2024[3]

## Personalbestand ab 2007
| Jahr | Vollzeitstellen |
| ---- | --------------- |
| 2007 | 305             |
| 2008 | 340             |
| 2009 | 337             |
| 2010 | 332             |
| 2011 | 341             |
| 2012 | 352             |
| 2013 | 370             |
| 2014 | 389             |
| 2015 | 401             |
| 2016 | 395             |
| 2017 | 395             |
| 2018 | 398             |
| 2019 | 411             |
| 2020 | 417             |
| 2021 | 416             |
| 2022 | 428             |
| 2023 | 452             |
| 2024 | 452             |